# Jezioro Porajskie
Jezioro Porajskie (Zbiornik Poraj) – zbiornik zaporowy na rzece Warta utworzony w 1978 roku na południowy zachód od Poraja na potrzeby Huty im. Bolesława Bieruta przez spiętrzenie wód rzecznych zaporą w Poraju. Zbiornik ma powierzchnię maksymalną 5,5 km², pojemność maksymalną ok. 25 mln m³, długość 4,9 km, szerokość maksymalną 1,4 km i linię brzegową o długości ok. 15 km. Głębokość maksymalna zbiornika wynosi 13 metrów, średnia – 3,9 m, a wskaźnik głębokościowy osiąga 0,3.  Nad zbiornikiem wybudowano ośrodek wczasowy i wodny dla pracowników częstochowskiej huty.

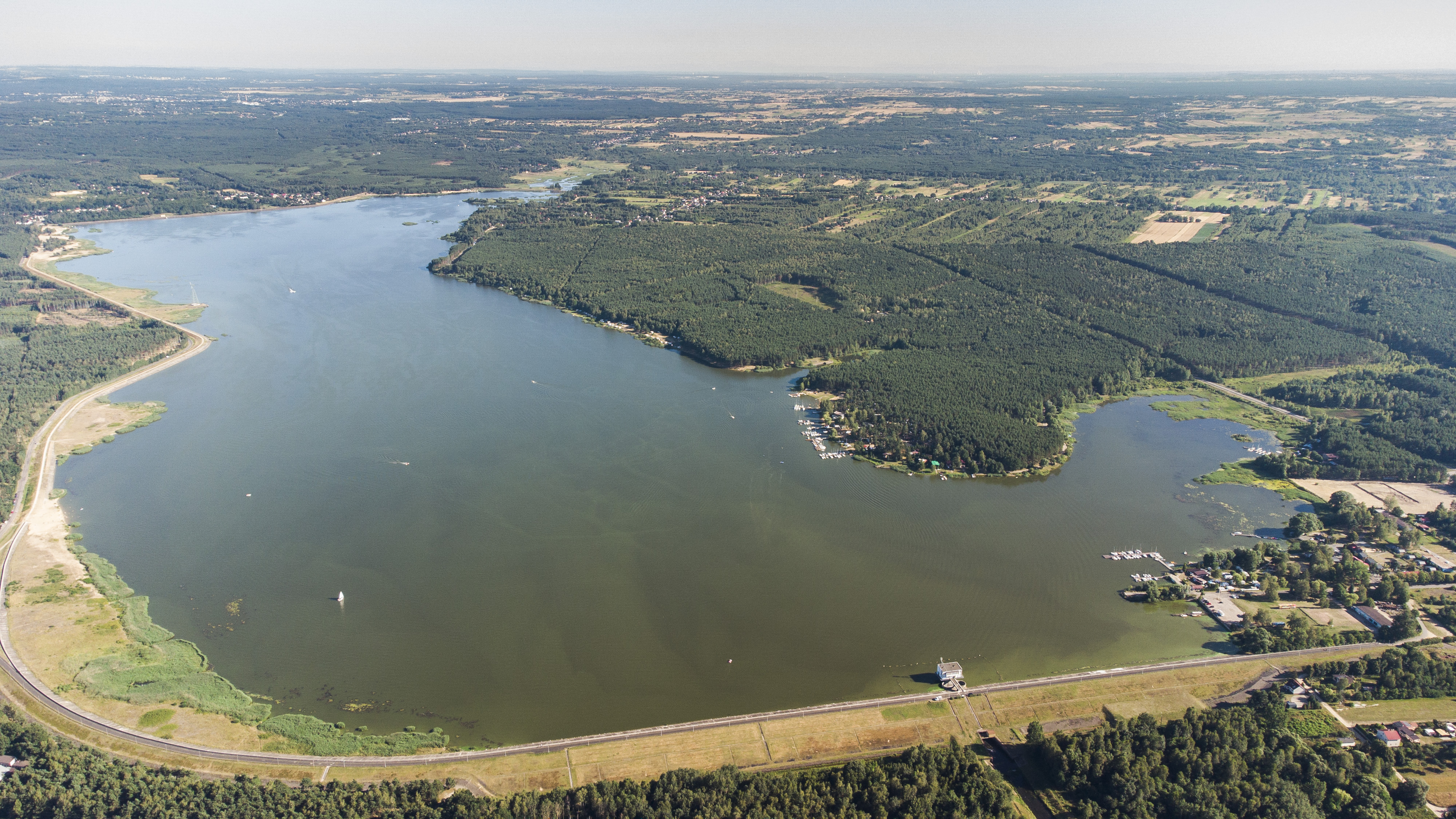
Widok z lotu ptaka
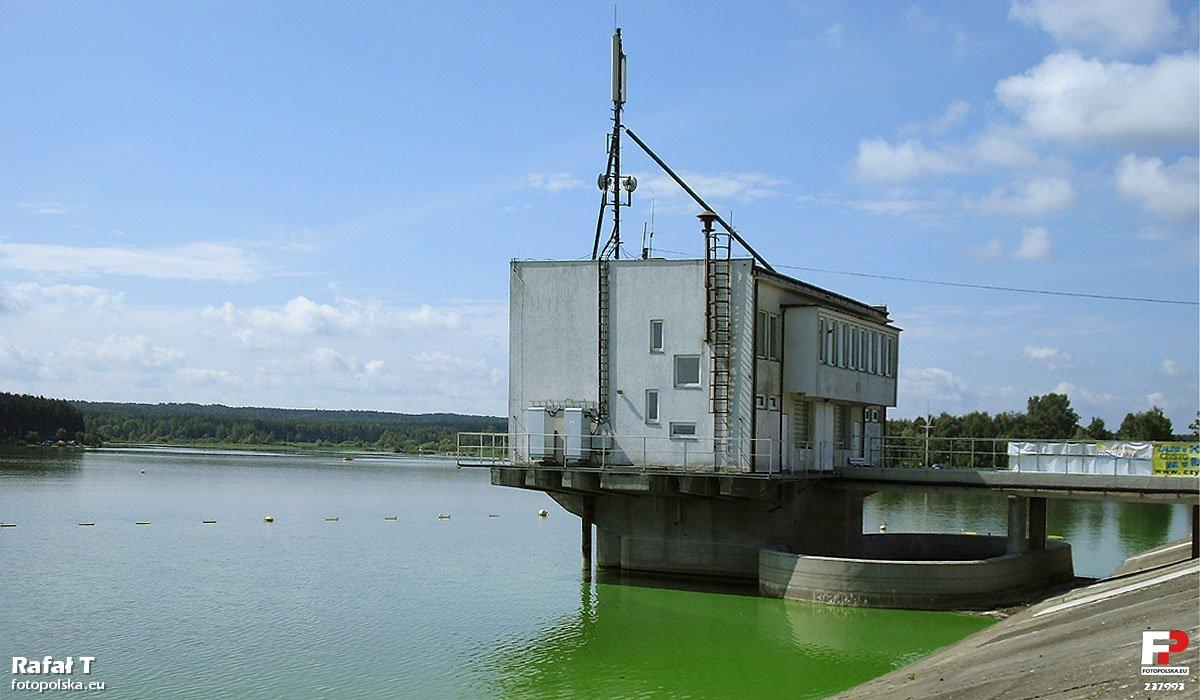
Budynek hydrotechniczny
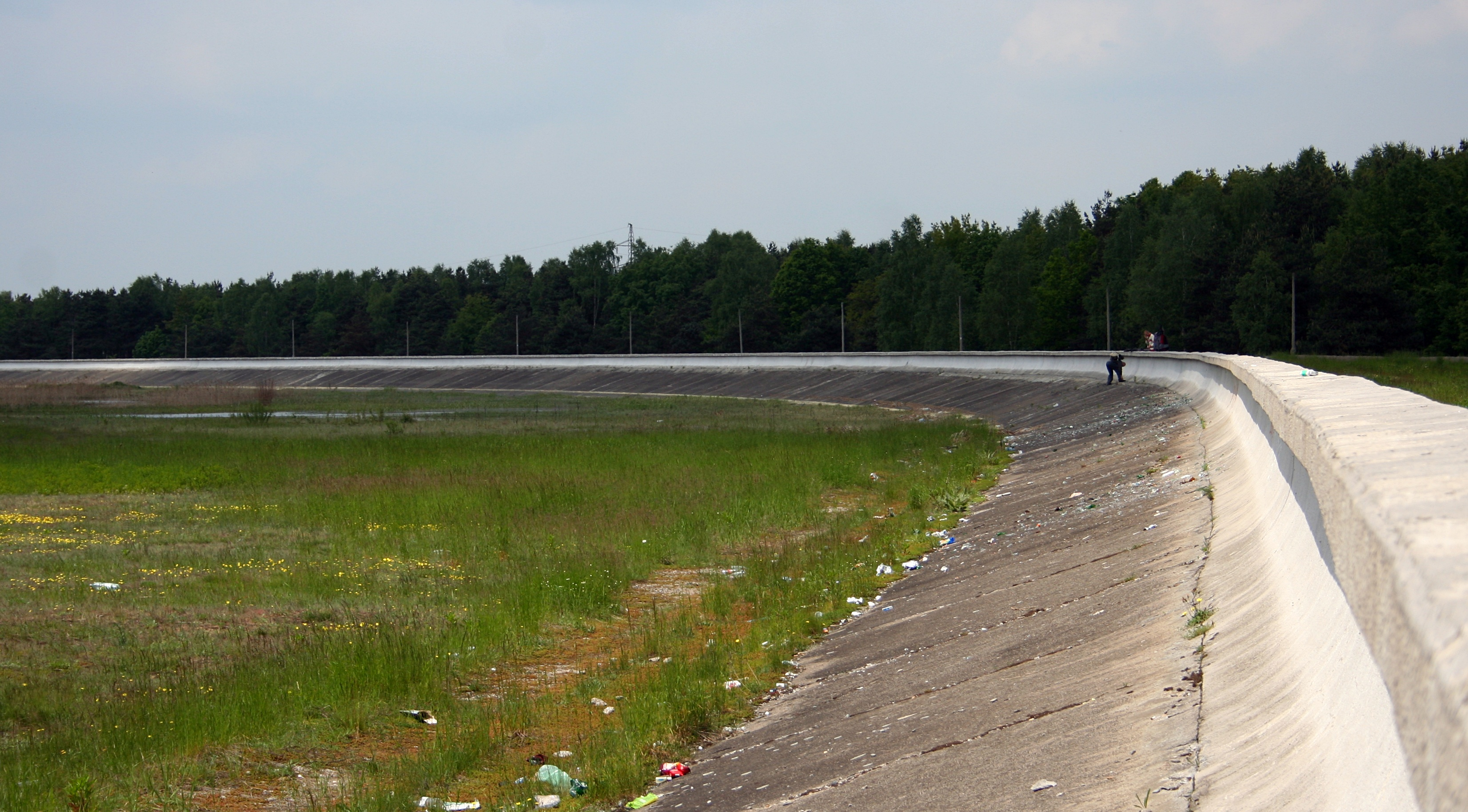
Wał zapory
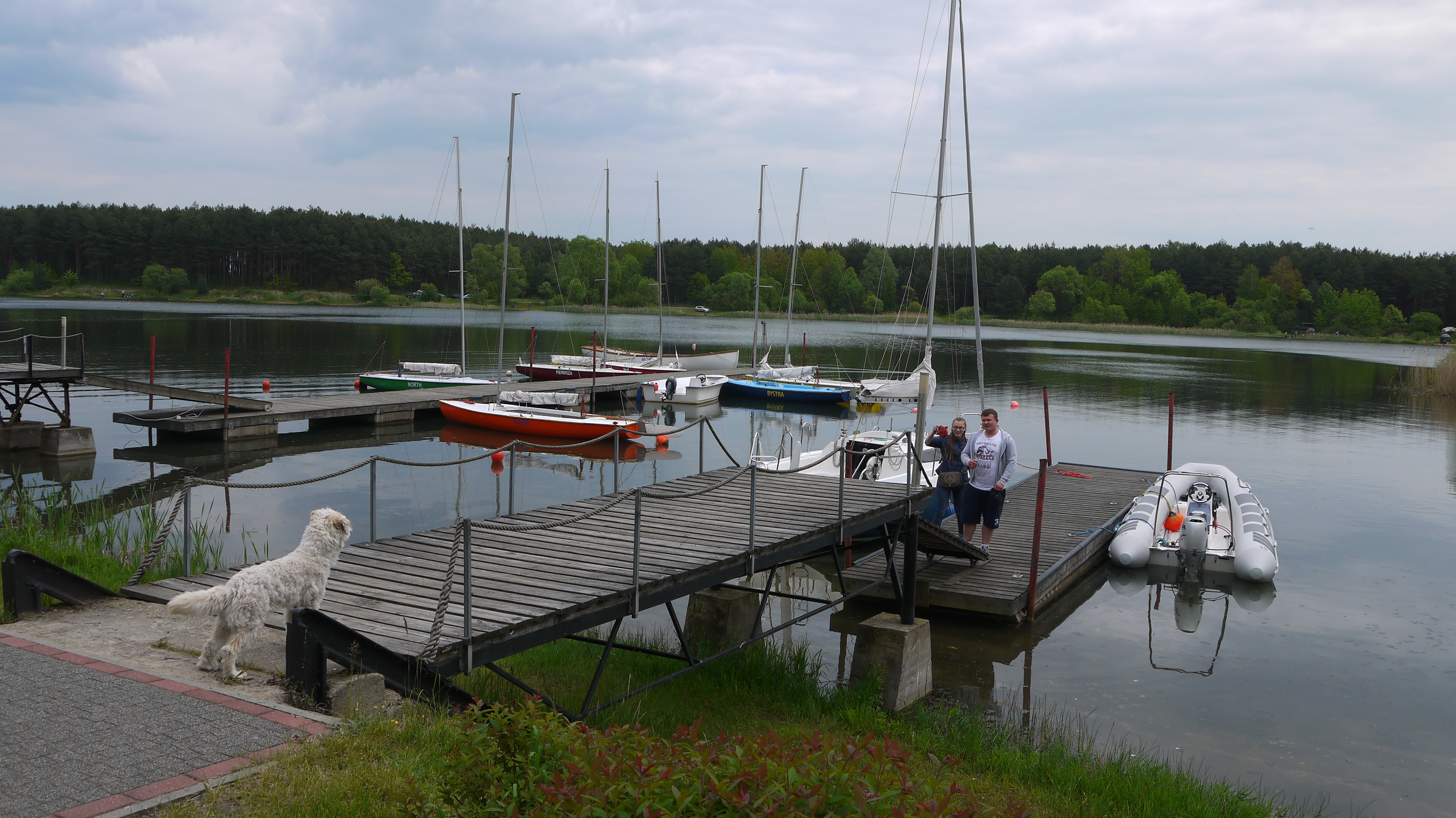
Przystań